# Кияшко, Владимир Фёдорович
Владимир Фёдорович Кияшко (род. 13 марта 1947, Багаряк) — советский и российский гандболист, гандбольный судья и гандбольный тренер. Судья всероссийской категории и международной категории (1984), заслуженный тренер России.

## Биография
Спортом начал заниматься в училище № 18 города Касли, играл в футбол на позиции вратаря и в гандбол. В 1964 году выступал за футбольный клуб города Касли, позже выступал за команду ЗИПа у Григория Евсюкова. Службу проходил в спортроте львовского СКА, куда был зачислен в 1966 году; там же познакомился с гандболом.
В 1972—1980 годах выступал за гандбольную команду «Урожай» города Краснодар, среди его одноклубников были Валентин Шиян, Александр Долгий, Владимир Репьев, Виталий Крохин, Евгений Трефилов, Юрий Полулях, Константин Симонович и Александр Овсянников. Окончил в 1975 году Краснодарский государственный институт физической культуры.
Карьеру судьи начал в 1970-е годы, работал вместе с Михаилом Киселёвым в качестве судей на множестве турниров, в том числе на турнире летней Олимпиады 1980 года, Играх доброй воли 1990 года, чемпионатах Европы и мира. Определённую помощь Кияшко в становлении его судейской карьеры оказал Владимир Максимов, гостренер Спорткомитета РСФСР: благодаря работе Максимова дуэт Кияшко—Киселёв стал одним из лучших в Европе и мире дуэтов гандбольных судей.
С 1980 года — заместитель председателя Федерации гандбола Краснодарского края, с 1985 года — председатель краевой коллегии судей. С 1988 года является председателем коллегии судей России по пляжному гандболу. Совмещал судейскую карьеру с тренерской: в 1980—1988 годах тренировал сборные команды Краснодарского края по гандболу при краевом спорткомитете. В 2002 году был вторым тренером женской сборной России по пляжному гандболу, выигравшей чемпионат Европы в Испании.
Сын — Алексей, арбитр международной категории.